# Vallo di Wat

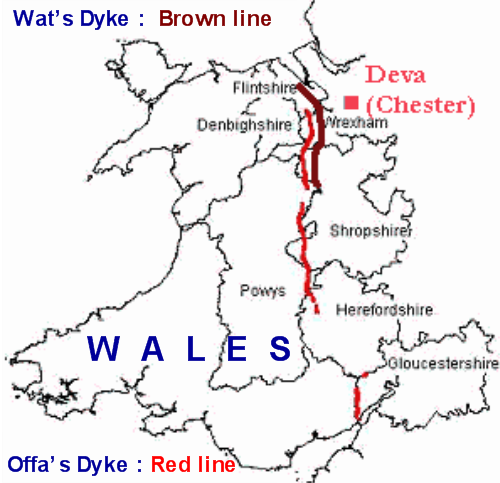
Tracciato in marrone del Vallo di Wat nel Galles orientale, vicino alla romana Deva (attuale Chester). In rosso il Vallo di Offa

Il Vallo di Wat (in inglese Wat's Dyke) è un fossato lungo circa 40 miglia (64 km) al confine tra il Galles e l'Inghilterra. Si trova parallelo alla sezione settentrionale del Vallo di Offa.

## Storia
Il Vallo di Wat forse fu iniziato sotto Settimio Severo, secondo gli storici Blake e Lloyd, in occasione di una ribellione anti-romana delle tribù celtiche degli Ordovici e Deceangli che rese insicura la Britannia occidentale vicino al forte romano di Deva (Chester) all'inizio del terzo secolo.
Il Vallo fu abbandonato probabilmente con la successiva pacificazione dell'area, ma con il ritiro delle legioni romane nel 410 la situazione ridivenne instabile e venne conseguentemente ristrutturato e riutilizzato durante i quasi due secoli della Britannia postromana.
Recenti studi portano a concludere che il Vallo di Offa segue in parte un tracciato fatto originariamente per il cosiddetto Wat's Dyke.
Infatti scavi eseguiti a Maes-y-Clawdd vicino all'attuale Oswestry hanno identificato i resti di un campeggio con fuoco e resti di ceramiche romano-britanniche, che sono state datate dal radiocarbonio con certezza tra il 411 ed il 561  (e centrati approssimativamente intorno al 446).
Questa evidenza conferma che il Vallo fu iniziato (o ristrutturato) probabilmente per difendere il regno postromano con capitale Viroconium (attuale Wroxeter), città rimasta romana fino alla fine del sesto secolo e che era situata 12 miglia dal Vallo di Offa.
In altre parole -secondo l'accademico Hannaford- il Regno di Powys, originariamente centrato sui romano-britannici di Viroconium, fece il vallo attuale (con il nome Wat's Dyke e collegato probabilmente con il Wansdyke) per difendersi dai barbari invasori (sia Celtici che Germanici).
La costruzione completa del Wat's Dike fu portata a termine probabilmente dopo la Peste di Giustiniano che devastò i Romano-britanni e fece cadere tutta la Britannia occidentale in mano agli Anglosassoni.

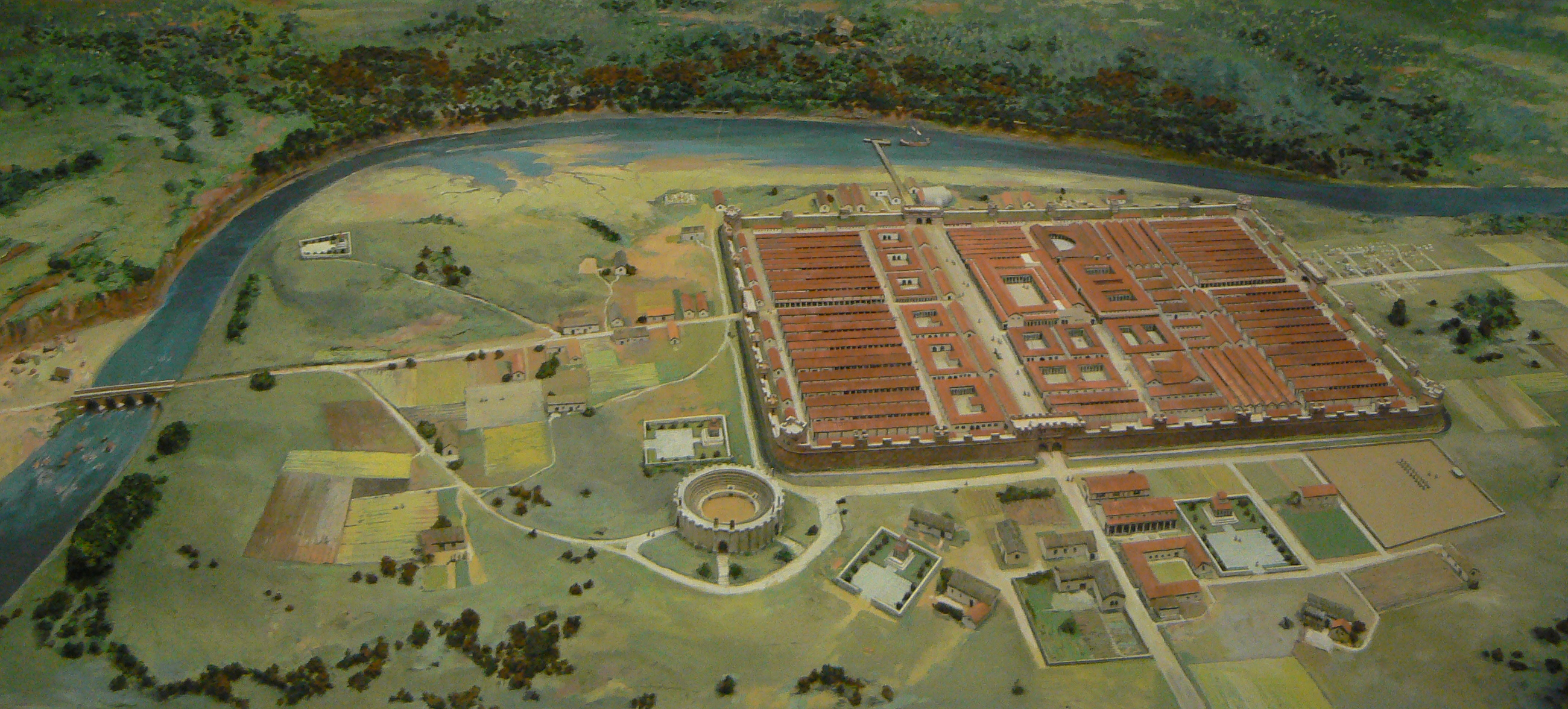
Modello di come doveva essere Deva (la romana Deva Victrix, oggi Chester), situata a poche miglia romane dal Vallo di Wat.

Gli anglosassoni, quando occuparono il territorio, lo chiamarono "Wat", in riferimento al loro Dio Odino (detto "Waden" in antico sassone).
Alcuni studiosi pensano invece che il nome possa derivare dalla pronuncia in romano-britannico del latino "Vetus" (antico).
Cioè il sincopato Vet è diventato "Wat" nella pronuncia inglese, come chiaro riferimento al fatto che il Vallo era molto "antico" fin dai tempi del re Offa.

## Ipotesi di un Vallo di Settimio Severo
Gli storici Blake e Lloyd hanno avanzato l'ipotesi che il Vallo di Wat sia stato fatto originariamente come un terrapieno difensivo ai tempi di Settimio Severo.
La loro supposizione si basa sul fatto che alcuni autori latini ne parlano, specificamente Eutropio che scrisse nel suo Breviario:

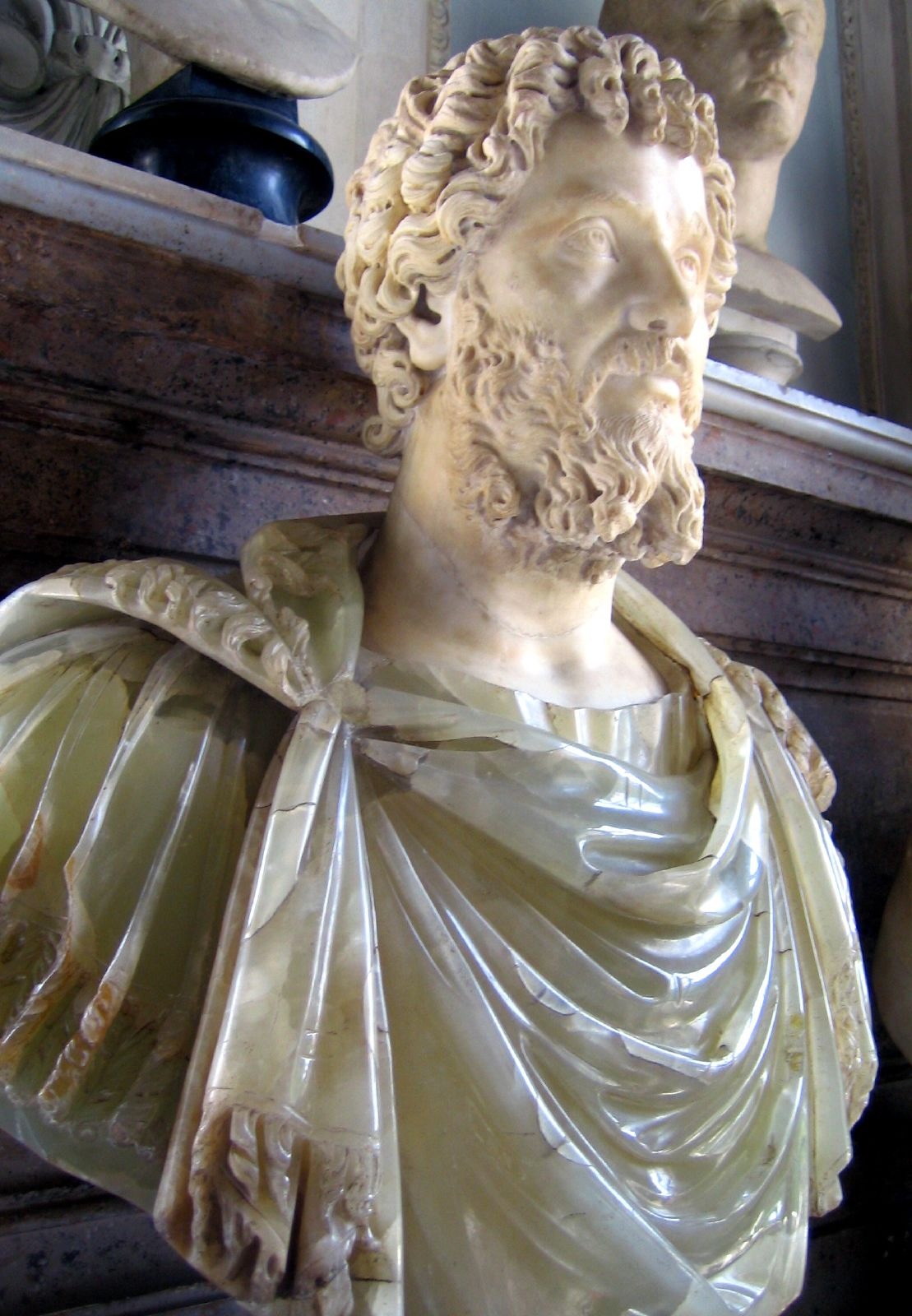
Settimio Severo forse creò un terzo vallo romano in Britannia, dal quale nei secoli successivi si originò il Galles

- 1) Settimio Severo costruì un vallo ("uallum").
- 2) il detto vallo andava da mare a mare.
- 3) aveva 132 miglia romane di lunghezza.

Inoltre affermano che sono state trovate a Maes-y-Clawdd (vicino a Viroconium) tracce archeologiche di accampamenti con fornaci e porcellane/mattonelle romane usate nella costruzione del terrapieno e databili anche a quel periodo.
Alcuni critici, come Keith Matthews, hanno fatto notare che probabilmente il riferimento era alla ricostruzione del Vallo di Adriano che andava dal Mare del Nord al Mare d'Irlanda. Ma effettivamente le miglia sono maggiori per il Vallo di Adriano (120 km), mentre coincidono esattamente con quelle (190 km) del Vallo di Offa (che fu costruito probabilmente seguendo il tracciato di quello di Wat), per cui la quantità di queste miglia darebbe ragione all'ipotesi.
Resta il fatto delle porcellane/mattonelle databili all'epoca di Settimio Severo, ma che possono rifarsi anche ai tempi della Britannia postromana.
Inoltre non vi sono ricordi di sommosse celtiche violente nell'area ai tempi di Settimio Severo, anche se storicamente è registrato che l'imperatore romano inviò nel 197 il governatore Virius Lupus a pacificare la Britannia prima del suo arrivo nelle isole britanniche nel 207.
Del resto è archeologicamente accertato che il piccolo castrum Canovium, vicino al settore nord del Vallo di Wat, fu distrutto dai Deceangli probabilmente nel 197-200 e questo fatto potrebbe essere un preciso indizio del perché fu creato in quegli anni il terrapieno del Vallo di Wat a difesa della fertile pianura britannica occidentale.
Avendo poche truppe con cui opporsi ai ribelli britannici (tra cui i Meati, Deceangli ed Ordovici e temendo che si alleassero coi Caledoni), Virius Lupus fu costretto a scendere a patti con loro ed a comprare la pace, così da garantire la tranquillità lungo i confini della provincia di Britannia.
Questo governatore potrebbe avere fatto allora il terrapieno (contro i ribelli Ordovici e Deceangli) a supporto dei forti romani di Deva Victrix (Chester) (che in quegli anni fu completamente rinforzato) e Viroconium (Wroxeter) vicinissimi al Vallo di Wat.
Questo terrapieno, sempre secondo Blake e Lloyd, potrebbe essere servito anche a garantire le numerose ville e cittadine romane della Britannia romana occidentale da attacchi di tribù delle montagne del Galles, mentre Settimio Severo tentò la conquista di tutta la Scozia trasportandovi le legioni romane della Britannia (cioè anche quella del castrum Deva Victrix). Una volta che il progetto di conquista della Scozia fallì e le legioni romane tornarono a sud del Vallo di Adriano, il terrapieno fu ritenuto non più necessario e quindi potrebbe essere finito in disuso e dimenticato fino ai tempi della Britannia postromana.
Resta infine il fatto che il Vallo di Wat è stato costruito con una metodologia ed organizzazione militare tipicamente romana (e probabilmente di epoca tardo imperiale, cioè dei tempi di Settimio Severo), mentre il Vallo di Offa fu fatto usando diversi gruppi di costruzione (probabilmente civili locali senza troppa conoscenza in costruzione di terrapieni, che pagarono così il loro tributo al re Offa di Mercia nell'ottavo secolo).